# スクーター (マペット)
スクーター（Scooter）はテレビ番組『マペット・ショー』に登場する人間である。

## 概要
スクーターの特徴としてはメガネを掛けており（ブンゼンと違って目がある）、顔色と身体の色がオレンジ、髪色はダークオレンジである。彼はマペット・ショー（1976年）で初登場、マペット・ベイビーズではパソコンが得意な男の子として登場している。
スクーターがゴファーとして働いているのには、理由があった。金持ちのお父さんであるJP・グロスが劇場の所有権を持っており、効率と緑故主義の組合で維持していたからである。本人は家族のルーツを利用して、叔父に変わって不当要求をすることがよくあった。
そんなライバル的な役割は除去に消えつつ、カーミットの助手で友達となった。劇場での仕事では主にステージ・マネージャーだが、ある意味でプロデューサーに近い。たとえば、カーミットが何か失敗をしたとき、マペットたちの秩序を保つために全力を尽くしている。
マペットショーのシーズン2からシーズン4までは、コールドオープンに出演し、歌手・俳優などがいる楽屋に「ハーイ！クレオ・レーン、幕開けまで後15秒ね！ＯＫ？」と声をかける。
ザ・マペッツ]、マペットめざせブロードウェイ!、ザ・マペッツ2/ワールド・ツアーでは、舞台監督としてマペッツの映画を制作するのに厳しく指導している。
『マペット大集合!』では、ペペのゲーム・ショーの共同司会者として担当。

## 歴代出演者
主な出演者
- リチャード・ハント -  マペット・ショー、マペット・ビジョン3D
- デヴィッド・ラッドマン - スタジオDC:オールスター・ライブ

その他の出演者
- グレッグ・バーグ - マペット・ベイビーズ
- アダム・ハント - ゴンゾ宇宙に帰る
- マット・ヴォーゲル - Muppet RaceMania
- ブライアン・ヘンソン - マペットのメリー・クリスマス、Muppets Party Cruise
- リッキー・ボイド - マペットのオズの魔法使い
- ドギー・バンクス - マペット・ベビー

## 日本語吹替
※太字は専属声優
| 担当声優   | 担当時期        | 担当作品 | 備考                   |
| ---------- | --------------- | --- | ---------------------- |
| 近石真介   | 1981年          | マペット・ショー                                                                                                  |                        |
| 石丸博也   | 1980年代        | マペットの夢みるハリウッド（LD版）                                                                                |                        |
| 古谷徹     | 1986年          | マペット・ベイビーズ                                                                                              |                        |
| 龍田直樹   | 1980年代        | マペットめざせブロードウェイ!（CBS/FOXビデオ版）                                                                  |                        |
| 落合弘治   | 2000年 - 継続中 | マペットの夢みるハリウッド（Disney+版） マペットのメリー・クリスマス マペットのオズの魔法使い ザ・マペッツ 他多数 | 最初の担当作品は不明。 |
| 梅田貴公美 | 2018年 - 2022年 | マペット・ベビー                                                                                                  |                        |